# 울산 백양사 석조아미타삼존불좌상
백양사 석조아미타삼존불좌상(白陽寺 石造阿彌陀三尊佛坐像)은 울산광역시 중구 백양사에 있는 조선시대의 불상이다. 2013년 8월 16일 울산광역시의 유형문화재 제25호로 지정되었다.

## 개요
석조아미타삼존불좌상은 현재 주존인 아미타불상 1구와 양협시의 관음보살상과 대세지보살상의 2구가 세트를 이루는 삼존불상의 형식임. 경주옥석 혹은 불석을 재질로 하여 만들어졌으며, 이 같은 불석재료는 17세기 후반부터 경상도지역에서 본격적으로 유행한 것이다.
좌우협시 보살상에서 출토되는 중수기문에 의하면 삼존불좌상은 1767년 중수되었으므로, 조성 시기는 더 빠를 것으로 추정된다.
전반적인 불상의 양식이 17세기말 경상도 일대에서 활약한 승호파의 작품으로 보이므로, 17세기 후반경에 제작되었을 가능성이 있다.
조선후기 경상도지역 불상을 이해하는데 중요한 불석제(佛石製)의 불상일 뿐 아니라, 불교조각의 다양성과 지역성 연구에도 중요한 학술적 가치가 인정되는 불상이다.

## 참고 자료
- 백양사 석조아미타삼존불좌상 - 국가유산청 국가유산포털